# Starhawk (écrivaine)
Pour les articles homonymes, voir Starhawk.
 (octobre 2022).
Si vous disposez d'ouvrages ou d'articles de référence ou si vous connaissez des sites web de qualité traitant du thème abordé ici, merci de compléter l'article en donnant les références utiles à sa vérifiabilité et en les liant à la section « Notes et références ».
 (mars 2023).
Starhawk, née Miriam Simos le 17 juin 1951 à Saint Paul dans le Minnesota, est une écrivaine, philosophe et militante écoféministe, ainsi qu'une néopaïenne américaine et se revendique comme une sorcière. Elle a une grande influence sur la Wicca féministe américaine. Selon Wouter Hanegraaff, elle serait à l'origine de la création de milliers de covens.

## Jeunesse et formation
Miriam Simos est née en 1951 à Saint Paul, Minnesota. Son père, Jack Simos, meurt quand elle a cinq ans. Sa mère, Bertha Claire Goldfarb Simos, était professeure de travail social à l'UCLA. Ses deux parents étaient des enfants d'immigrants juifs de Russie.
Pendant ses études secondaires, elle fréquente la future féministe Christina Hoff Sommers. Elle obtient ensuite un Bachelor of Fine Arts à l'UCLA. En 1973, alors qu'elle y est étudiante diplômée en cinéma, elle remporte le prix d'écriture Samuel Goldwyn pour son roman, A Weight of Gold, une histoire qui se déroule à Venice, en Californie, où elle vivait alors. Elle obtient finalement un master en psychologie, avec une spécialisation en thérapie féministe, à l'Université Antioche à San Francisco (en) en 1982. 
Après une première expérience d'écriture à New York, elle retourne en Californie où elle devient active dans la communauté néopaïenne de la baie de San Francisco et devient la disciple de Victor Anderson (en), fondateur de la tradition de sorcellerie Feri, et de Zsuzsanna Budapest, une féministe séparatiste impliquée dans le culte dianique. C'est de cette influence néopaïenne que nait son nom de plume, librement calqué sur des traditions attribuées aux Amérindiens. 

## Néopaganisme
Elle est connue comme théoricienne du néopaganisme ; elle est considérée comme une des voix importantes de l'écoféminisme californien dans les années 1980-1990. Starhawk vit à San Francisco, où elle travaille sur la tradition Reclaiming de la sorcellerie, tradition qu'elle a contribué à fonder au travers de cours, ateliers, camps et rituels publics en spiritualité basé sur la terre, avec pour objectif d'« unifier spiritualité et politique ». 
Elle est réputée pour ses formations à la non-violence et à l'action directe, et comme militante dans le mouvement pacifiste, le mouvement féministe, le mouvement écologiste, et le mouvement altermondialiste. Elle participe notamment au Forum social de Porto Alegre, aux manifestations de 1999 à Seattle contre la réunion de l'Organisation mondiale du commerce, contre le G8 à Gênes, et contre le Sommet des Amériques de Québec en 2001,. Elle voyage et enseigne un peu partout en Amérique du Nord, en Europe et au Moyen-Orient, donnant des conférences et animant des ateliers. 
Elle collabore actuellement entre autres groupes aux projets de United for Peace and Justice, au collectif de formateurs RANT, au Earth Activist Training.

## Œuvres
Elle est l'auteure de plusieurs best-sellers : 
- The Spiral Dance: A Rebirth of the Ancient religion of the Great Goddess (1979, 1989, 1999)
- Dreaming the Dark: Magic, Sex and Politics (1982, 1988, 1997), traduit en français sous le titre Femmes, Magie et Politique (Les Empêcheurs de penser en rond / Le Seuil, 2003) et postfacé par Isabelle Stengers, réédité sous le titre Rêver l'obscur. Femmes, Magie et Politique (Cambourakis, 2015) avec une préface de la philosophe Émilie Hache.
- Truth or Dare: Encounters with Power, Authority and Mystery (1988)
- Webs of Power: Notes from the Global Uprising (2003), partiellement traduit en français dans le recueil Parcours d'une altermondialiste. De Seattle aux Twin Towers (Les Empêcheurs de penser en rond / Le Seuil, 2003). Contient How We Shut Down the WTO) ainsi que d'autres écrits activistes sur le web[6]. Réédité sous les titres Chroniques altermondialistes. Tisser la toile du soulèvement global (Cambourakis, 2016) et Quel monde voulons-nous ? (Cambourakis, 2019) préfacés respectivement par la journaliste Jade Lindgaard et la philosophe Isabelle Stengers.
- The Earth Path: Grounding Your Spirit in the Rhythms of Nature (2004)
- The Empowerment Manual: A Guide for Collaborative Groups (2011), traduit en français par Géraldine Chognard sous le titre Comment s'organiser. Manuel pour l'action collective et préfacé par Isabelle Frémeaux et Jay Jordan (Cambourakis, 2021)

Elle a co-écrit plusieurs ouvrages :
- The Twelve Wild Swans: A Journey Into Magic, Healing and Action (2000), un livre de base pour les “païens”, co-écrit avec Hilary Valentine.

- The Pagan Book of Living and Dying (1997), avec M. Macha NightMare et le Reclaiming Collective.

- Circle Round: Raising Children in the Goddess Tradition (1998), avec Anne Hill et Diane Baker.

Elle a écrit un livre jeunesse :
- The Last Wild Witch (2009)

Elle a écrit trois romans de science-fiction :
- The Fifth Sacred Thing (en) (1993)[7]
- Walking to Mercury (1997  (ISBN 0-553-10233-8)).
- City of Refuge (2015)

## Films, musique, etc.
Starhawk a été consultée ou a contribué aux films suivants :
- Signs Out of Time: The Story of Archaeologist Marija Gimbutas ;
- Goddess Remembered ;
- The Burning Times ;
- Full Circle.

Elle a participé au CD de Reclaiming : Chants: Ritual Music, et a enregistré la méditation guidée Way to the Well.
En 2011, elle a annoncé le projet d'adaptation de son livre "The Fifth Sacred Thing" en film.